# Michał Krasodomski
Michał Krasodomski (ur. 30 kwietnia 2003 w Koszalinie) – polski żeglarz, olimpijczyk z Paryża (2024).

## Życiorys
Jest zawodnikiem AZS-AWFiS Gdańsk.
Startuje w klasie ILCA 7 (Laser). W 2018 wywalczył złoty medal mistrzostw Europy i brązowy medal mistrzostw świata w kategorii U-17. W 2021 został mistrzem Europy w kategorii U-19 Na mistrzostwach Europy seniorów w tej klasie zajął w 2020 - 71. miejsce, w 2021 - 64. miejsce. W 2024 wystąpił na igrzyskach olimpijskich w Paryżu, zajmując 40. miejsce.